# Seleção Timorense de Futebol
A Seleção Timorense de Futebol representa Timor-Leste nas competições de futebol da FIFA.

## História
Com a independência de Timor-Leste em 2002, foi criada a Federação de Futebol de Timor-Leste - FFTL, com sede na capital Díli, admitida como 206º membro da FIFA em 12 de Setembro de 2005, por ocasião do seu 55º congresso ordinário em Marraquexe, no Marrocos.
Timor Leste foi a 9ª seleção de língua portuguesa filiada à FIFA, além de Brasil, Portugal, Angola, Moçambique, Cabo Verde, Guiné-Bissau, São Tomé e Príncipe e Macau. A seleção ocupa atualmente o 191º lugar no ranking de seleções da FIFA.

### Polêmica das naturalizações
A partir de 2012, jogadores brasileiros que não detinham a ascendência timorense e que nunca atuaram no Campeonato Nacional, foram naturalizados para melhorar o nível da Seleção. Tal decisão gerou críticas, inclusive da própria torcida local.
Num jogo contra a Palestina, em outubro de 2015, 7 dos 11 jogadores eram brasileiros. Logo após a partida, a Federação Palestina de Futebol prestou queixa à FIFA, alegando que os atletas naturalizados não eram elegíveis para defender Timor Leste. Para evitar maiores problemas, o treinador Fernando Alcântara decidiu abrir mão de convocar atletas brasileiros e passou a escalar atletas nativos, alguns com menos de 20 anos, como o defensor Ervino Soares, então com apenas 16, para o jogo frente aos Emirados Árabes, válido pelas Eliminatórias da Copa da Ásia de 2019. Timor-Leste perdeu por 8 a 0. Fernando Alcântara assumiu a responsabilidade pelo revés, mas alegou que fora obrigado a colocar em campo um time inexperiente.

### Suspensão
Em dezembro de 2016, o Comitê Disciplinar da AFC acusou a Federação de Futebol de Timor-Leste de usar documentos falsos, escalar jogadores inelegíveis para representar a seleção e manchar a reputação do esporte. A decisão oficial da AFC foi tomada em janeiro de 2017: Timor-Leste foi suspenso da Copa da Ásia de 2023 após flagrarem o nome de 12 jogadores inaptos para atuar pelo selecionado, e o secretário-geral da FFTL, Amândio Sarmento, foi suspenso de qualquer atividade ligada ao futebol durante 3 anos e multado em 9 mil dólares. Com a punição, todos os 29 jogos em que os brasileiros atuaram foram anulados.

## Participações em competições internacionais
Timor-Leste ainda é uma equipe jovem e inexperiente. Suas primeiras participações em disputas internacional foram as Eliminatórias para a Copa da Ásia de 2004 e a Copa do Sudeste Asiático de 2005, como seleção convidada, onde perdeu os 4 jogos disputados.
Posteriormente, a equipe disputou os Jogos da Lusofonia de 2006 e o torneio qualificatório para Copa do Sudeste Asiático de 2007 e de 2008. Mais recentemente, disputou Eliminatórias da Copa do Mundo de 2010 e de 2014.
Nos Jogos da CPLP de 2012, obteve a medalha de prata.

### Copa do Mundo FIFA
| Copa do Mundo FIFA | Copa do Mundo FIFA  | Copa do Mundo FIFA  | Copa do Mundo FIFA  | Copa do Mundo FIFA  | Copa do Mundo FIFA  | Copa do Mundo FIFA  | Copa do Mundo FIFA  |
| Ano                | Fase                | PJ                  | V                   | E                   | D                   | GM                  | GS                  |
| ------------------ | ------------------- | ------------------- | ------------------- | ------------------- | ------------------- | ------------------- | ------------------- |
| 1930               | Parte de Portugal   | Parte de Portugal   | Parte de Portugal   | Parte de Portugal   | Parte de Portugal   | Parte de Portugal   | Parte de Portugal   |
| 1934               | Parte de Portugal   | Parte de Portugal   | Parte de Portugal   | Parte de Portugal   | Parte de Portugal   | Parte de Portugal   | Parte de Portugal   |
| 1938               | Parte de Portugal   | Parte de Portugal   | Parte de Portugal   | Parte de Portugal   | Parte de Portugal   | Parte de Portugal   | Parte de Portugal   |
| 1950               | Parte de Portugal   | Parte de Portugal   | Parte de Portugal   | Parte de Portugal   | Parte de Portugal   | Parte de Portugal   | Parte de Portugal   |
| 1954               | Parte de Portugal   | Parte de Portugal   | Parte de Portugal   | Parte de Portugal   | Parte de Portugal   | Parte de Portugal   | Parte de Portugal   |
| 1958               | Parte de Portugal   | Parte de Portugal   | Parte de Portugal   | Parte de Portugal   | Parte de Portugal   | Parte de Portugal   | Parte de Portugal   |
| 1962               | Parte de Portugal   | Parte de Portugal   | Parte de Portugal   | Parte de Portugal   | Parte de Portugal   | Parte de Portugal   | Parte de Portugal   |
| 1966               | Parte de Portugal   | Parte de Portugal   | Parte de Portugal   | Parte de Portugal   | Parte de Portugal   | Parte de Portugal   | Parte de Portugal   |
| 1970               | Parte de Portugal   | Parte de Portugal   | Parte de Portugal   | Parte de Portugal   | Parte de Portugal   | Parte de Portugal   | Parte de Portugal   |
| 1974               | Parte de Portugal   | Parte de Portugal   | Parte de Portugal   | Parte de Portugal   | Parte de Portugal   | Parte de Portugal   | Parte de Portugal   |
| 1978               | Parte da Indonésia  | Parte da Indonésia  | Parte da Indonésia  | Parte da Indonésia  | Parte da Indonésia  | Parte da Indonésia  | Parte da Indonésia  |
| 1982               | Parte da Indonésia  | Parte da Indonésia  | Parte da Indonésia  | Parte da Indonésia  | Parte da Indonésia  | Parte da Indonésia  | Parte da Indonésia  |
| 1986               | Parte da Indonésia  | Parte da Indonésia  | Parte da Indonésia  | Parte da Indonésia  | Parte da Indonésia  | Parte da Indonésia  | Parte da Indonésia  |
| 1990               | Parte da Indonésia  | Parte da Indonésia  | Parte da Indonésia  | Parte da Indonésia  | Parte da Indonésia  | Parte da Indonésia  | Parte da Indonésia  |
| 1994               | Parte da Indonésia  | Parte da Indonésia  | Parte da Indonésia  | Parte da Indonésia  | Parte da Indonésia  | Parte da Indonésia  | Parte da Indonésia  |
| 1998               | Parte da Indonésia  | Parte da Indonésia  | Parte da Indonésia  | Parte da Indonésia  | Parte da Indonésia  | Parte da Indonésia  | Parte da Indonésia  |
| 2002               | Não afiliada à FIFA | Não afiliada à FIFA | Não afiliada à FIFA | Não afiliada à FIFA | Não afiliada à FIFA | Não afiliada à FIFA | Não afiliada à FIFA |
| 2006               | Não participou      | Não participou      | Não participou      | Não participou      | Não participou      | Não participou      | Não participou      |
| 2010               | Não participou      | Não participou      | Não participou      | Não participou      | Não participou      | Não participou      | Não participou      |
| 2014               | Não participou      | Não participou      | Não participou      | Não participou      | Não participou      | Não participou      | Não participou      |
| 2018               | Não participou      | Não participou      | Não participou      | Não participou      | Não participou      | Não participou      | Não participou      |
| 2022               | Não participou      | Não participou      | Não participou      | Não participou      | Não participou      | Não participou      | Não participou      |
| Total              | Nenhum              | Nenhum              | Nenhum              | Nenhum              | Nenhum              | Nenhum              | Nenhum              |

### Jogos da Lusofonia
| Jogos da Lusofonia | Jogos da Lusofonia | Jogos da Lusofonia | Jogos da Lusofonia | Jogos da Lusofonia | Jogos da Lusofonia | Jogos da Lusofonia | Jogos da Lusofonia |
| Ano                | Fase               | PJ                 | V                  | E                  | D                  | GM                 | GS                 |
| ------------------ | ------------------ | ------------------ | ------------------ | ------------------ | ------------------ | ------------------ | ------------------ |
| 2006               | Primeira fase      | 2                  | 0                  | 0                  | 2                  | 0                  | 10                 |
| 2009               | Não participou     | Não participou     | Não participou     | Não participou     | Não participou     | Não participou     | Não participou     |
| 2014               | Não participou     | Não participou     | Não participou     | Não participou     | Não participou     | Não participou     | Não participou     |
| Total              | Primeira fase      | 2                  | 0                  | 0                  | 2                  | 0                  | 10                 |

### Copa da Ásia
| Copa da Ásia | Copa da Ásia          | Copa da Ásia          | Copa da Ásia          | Copa da Ásia          | Copa da Ásia          | Copa da Ásia          | Copa da Ásia          |
| Ano          | Fase                  | PJ                    | V                     | E                     | D                     | GM                    | GS                    |
| ------------ | --------------------- | --------------------- | --------------------- | --------------------- | --------------------- | --------------------- | --------------------- |
| 1956         | Parte de Portugal     | Parte de Portugal     | Parte de Portugal     | Parte de Portugal     | Parte de Portugal     | Parte de Portugal     | Parte de Portugal     |
| 1960         | Parte de Portugal     | Parte de Portugal     | Parte de Portugal     | Parte de Portugal     | Parte de Portugal     | Parte de Portugal     | Parte de Portugal     |
| 1964         | Parte de Portugal     | Parte de Portugal     | Parte de Portugal     | Parte de Portugal     | Parte de Portugal     | Parte de Portugal     | Parte de Portugal     |
| 1968         | Parte de Portugal     | Parte de Portugal     | Parte de Portugal     | Parte de Portugal     | Parte de Portugal     | Parte de Portugal     | Parte de Portugal     |
| 1972         | Parte de Portugal     | Parte de Portugal     | Parte de Portugal     | Parte de Portugal     | Parte de Portugal     | Parte de Portugal     | Parte de Portugal     |
| 1976         | Parte da Indonésia    | Parte da Indonésia    | Parte da Indonésia    | Parte da Indonésia    | Parte da Indonésia    | Parte da Indonésia    | Parte da Indonésia    |
| 1980         | Parte da Indonésia    | Parte da Indonésia    | Parte da Indonésia    | Parte da Indonésia    | Parte da Indonésia    | Parte da Indonésia    | Parte da Indonésia    |
| 1984         | Parte da Indonésia    | Parte da Indonésia    | Parte da Indonésia    | Parte da Indonésia    | Parte da Indonésia    | Parte da Indonésia    | Parte da Indonésia    |
| 1988         | Parte da Indonésia    | Parte da Indonésia    | Parte da Indonésia    | Parte da Indonésia    | Parte da Indonésia    | Parte da Indonésia    | Parte da Indonésia    |
| 1992         | Parte da Indonésia    | Parte da Indonésia    | Parte da Indonésia    | Parte da Indonésia    | Parte da Indonésia    | Parte da Indonésia    | Parte da Indonésia    |
| 1996         | Parte da Indonésia    | Parte da Indonésia    | Parte da Indonésia    | Parte da Indonésia    | Parte da Indonésia    | Parte da Indonésia    | Parte da Indonésia    |
| 2000         | Sob jurisdição da ONU | Sob jurisdição da ONU | Sob jurisdição da ONU | Sob jurisdição da ONU | Sob jurisdição da ONU | Sob jurisdição da ONU | Sob jurisdição da ONU |
| 2004         | Não elegível          | Não elegível          | Não elegível          | Não elegível          | Não elegível          | Não elegível          | Não elegível          |
| 2007         | Não participou        | Não participou        | Não participou        | Não participou        | Não participou        | Não participou        | Não participou        |
| 2011         | Não participou        | Não participou        | Não participou        | Não participou        | Não participou        | Não participou        | Não participou        |
| 2015         | Não participou        | Não participou        | Não participou        | Não participou        | Não participou        | Não participou        | Não participou        |
| 2019         | Suspenso              | Suspenso              | Suspenso              | Suspenso              | Suspenso              | Suspenso              | Suspenso              |
| 2023         | Não classificou-se    | Não classificou-se    | Não classificou-se    | Não classificou-se    | Não classificou-se    | Não classificou-se    | Não classificou-se    |
| Total        | Nenhum                | Nenhum                | Nenhum                | Nenhum                | Nenhum                | Nenhum                | Nenhum                |

### Copa Solidariedade da AFC
| Copa Solidariedade da AFC | Copa Solidariedade da AFC       | Copa Solidariedade da AFC | Copa Solidariedade da AFC | Copa Solidariedade da AFC | Copa Solidariedade da AFC | Copa Solidariedade da AFC | Copa Solidariedade da AFC |
| Ano                       | Fase                            | PJ                        | V                         | E                         | D                         | GM                        | GS                        |
| ------------------------- | ------------------------------- | ------------------------- | ------------------------- | ------------------------- | ------------------------- | ------------------------- | ------------------------- |
| 2016                      | Primeira Fase                   | 2                         | 0                         | 1                         | 1                         | 0                         | 4                         |
| 2020                      | Cancelado                       | Cancelado                 | Cancelado                 | Cancelado                 | Cancelado                 | Cancelado                 | Cancelado                 |
| Total                     | Melhor resultado: Primeira Fase | 2                         | 0                         | 1                         | 1                         | 0                         | 4                         |

### AFC Challenge Cup
| AFC Challenge Cup | AFC Challenge Cup | AFC Challenge Cup | AFC Challenge Cup | AFC Challenge Cup | AFC Challenge Cup | AFC Challenge Cup | AFC Challenge Cup |
| Ano               | Fase              | PJ                | V                 | E                 | D                 | GM                | GS                |
| ----------------- | ----------------- | ----------------- | ----------------- | ----------------- | ----------------- | ----------------- | ----------------- |
| 2006              | Não participou    | Não participou    | Não participou    | Não participou    | Não participou    | Não participou    | Não participou    |
| 2008              | Desistiu          | Desistiu          | Desistiu          | Desistiu          | Desistiu          | Desistiu          | Desistiu          |
| 2010              | Não participou    | Não participou    | Não participou    | Não participou    | Não participou    | Não participou    | Não participou    |
| 2012              | Não participou    | Não participou    | Não participou    | Não participou    | Não participou    | Não participou    | Não participou    |
| 2014              | Não participou    | Não participou    | Não participou    | Não participou    | Não participou    | Não participou    | Não participou    |
| Total             | Nenhum            | Nenhum            | Nenhum            | Nenhum            | Nenhum            | Nenhum            | Nenhum            |

- 2006 - Classificou-se, mas posteriormente foi substituído
- 2008 - Classificou-se, mas desistiu

### Copa AFF
O torneio anterior a 2007 era conhecido como Tiger Cup.
| Copa AFF   | Copa AFF              | Copa AFF              | Copa AFF              | Copa AFF              | Copa AFF              | Copa AFF              | Copa AFF              |
| Ano        | Fase                  | PJ                    | V                     | E                     | D                     | GM                    | GS                    |
| ---------- | --------------------- | --------------------- | --------------------- | --------------------- | --------------------- | --------------------- | --------------------- |
| 1996       | Parte da Indonésia    | Parte da Indonésia    | Parte da Indonésia    | Parte da Indonésia    | Parte da Indonésia    | Parte da Indonésia    | Parte da Indonésia    |
| 1998       | Parte da Indonésia    | Parte da Indonésia    | Parte da Indonésia    | Parte da Indonésia    | Parte da Indonésia    | Parte da Indonésia    | Parte da Indonésia    |
| 2000       | Sob jurisdição da ONU | Sob jurisdição da ONU | Sob jurisdição da ONU | Sob jurisdição da ONU | Sob jurisdição da ONU | Sob jurisdição da ONU | Sob jurisdição da ONU |
| 2002       | Sob jurisdição da ONU | Sob jurisdição da ONU | Sob jurisdição da ONU | Sob jurisdição da ONU | Sob jurisdição da ONU | Sob jurisdição da ONU | Sob jurisdição da ONU |
| 2004       | Primera fase          | 4                     | 0                     | 0                     | 4                     | 2                     | 18                    |
| 2007       | Não classificou-se    | Não classificou-se    | Não classificou-se    | Não classificou-se    | Não classificou-se    | Não classificou-se    | Não classificou-se    |
| 2008       | Não classificou-se    | Não classificou-se    | Não classificou-se    | Não classificou-se    | Não classificou-se    | Não classificou-se    | Não classificou-se    |
| 2010       | Não classificou-se    | Não classificou-se    | Não classificou-se    | Não classificou-se    | Não classificou-se    | Não classificou-se    | Não classificou-se    |
| 2012       | Não classificou-se    | Não classificou-se    | Não classificou-se    | Não classificou-se    | Não classificou-se    | Não classificou-se    | Não classificou-se    |
| 2014       | Não classificou-se    | Não classificou-se    | Não classificou-se    | Não classificou-se    | Não classificou-se    | Não classificou-se    | Não classificou-se    |
| 2016       | Não classificou-se    | Não classificou-se    | Não classificou-se    | Não classificou-se    | Não classificou-se    | Não classificou-se    | Não classificou-se    |
| ASEAN 2018 | Primeira fase         | 4                     | 0                     | 0                     | 4                     | 4                     | 19                    |
| 2020       | Primeira fase         | 4                     | 0                     | 0                     | 4                     | 0                     | 13                    |
| ASEAN 2022 | Não classificou-se    | Não classificou-se    | Não classificou-se    | Não classificou-se    | Não classificou-se    | Não classificou-se    | Não classificou-se    |
| Total      | Primeira fase         | 12                    | 0                     | 0                     | 12                    | 6                     | 50                    |

## Técnicos
Em março de 2010, a Federação de Futebol de Timor-Leste anunciou a contratação do tricampeão mundial Clodoaldo para o comando da equipe. Mas o ex-jogador do Santos durou pouco tempo no cargo. Outros 5 brasileiros exerceram a função: Ricardo Whitaker Pacheco (2002), Antônio Carlos Vieira (2011–12 e outubro de 2014), Emerson Alcântara (2012–14), Fábio Magrão (março a junho de 2015 e 2021–22) e Fernando Alcântara, que chegou a comandar interinamente a equipe entre julho e setembro e até março de 2016.
Abaixo, a relação dos técnicos da Seleção Timorense desde 2002:
| - Ricardo Whitaker Pacheco (2002) - Ivan Čengić (2003–2004) - José Luís (2004–2005) - João Paulo Pereira (2007) - Pedro Correia de Almeida (2007–2008) - Clodoaldo (agosto de 2010) - Pedro Correia de Almeida (novembro de 2010) - Antônio Carlos Vieira (2011–2012) - Emerson Alcântara (2012–2014) - Antônio Carlos Vieira (outubro de 2014) - Manuel da Costa Soares (março de 2015, interino) | - Fábio Magrão (março a junho de 2015) - Fernando Alcântara (julho a setembro de 2015, interino) - Fernando Alcântara (setembro de 2015 – março de 2016) - Simón Elissetche (outubro de 2017 – abril de 2018) - Norio Tsukitate (maio de 2018 – julho de 2019) - Fabiano Flora (julho de 2019 – janeiro de 2020) - Norio Tsukitate (janeiro de 2020 – 2021) - Fábio Magrão (2021–2022) - Gopalkrishnan Ramasamy (2022–2023) - Park Soon-tae (2023) - Simón Elissetche (2024–) |

### Comissão técnica
| Função                | Nome              | Nacionalidade |
| --------------------- | ----------------- | ------------- |
| Diretor técnico       | Óscar Araya       | Chile         |
| Treinador             | Simón Elissetche  | Chile         |
| Auxiliar-técnico      | Francisco Ocampos | Chile         |
| Fisioterapeuta        | Carlos Ortigoza   | Chile         |
| Treinador de goleiros | Enrique Zapata    | Chile         |
| Assessor de imprensa  | Néstor Lozano     | Chile         |
| Roupeiro              | Javier Mosquera   | Chile         |

## Recordes
- Atualizado até 15 de outubro de 2024[15]

Jogadores em negrito ainda em atividade pela Seleção Timorense.
| #  | Nome               | Partidas | Gols | Período na seleção |
| -- | ------------------ | -------- | ---- | ------------------ |
| 1  | Anggisu Barbosa    | 30       | 4    | 2008–2016          |
| 2  | Adelino Trindade   | 27       | 3    | 2010–2018          |
| 3  | José Fonseca       | 26       | 0    | 2010–2017          |
| 4  | Henrique Cruz      | 25       | 3    | 2015–2018          |
| 5  | Nataniel Reis      | 23       | 1    | 2014–2018          |
| 6  | Eusebio de Almeida | 22       | 0    | 2007–2015          |
| 6  | Rufino Gama        | 22       | 7    | 2016–2022          |
| 6  | Nelson Viegas      | 22       | 1    | 2016–2022          |
| 9  | Filomeno Junior    | 21       | 0    | 2018–              |
| 10 | Ramos Maxanches    | 20       | 0    | 2014–2016          |
| 10 | Filipe Oliveira    | 20       | 0    | 2014–2017          |

| # | Nome              | Gols | Partidas | Média por jogo | Período na seleção |
| - | ----------------- | ---- | -------- | -------------- | ------------------ |
| 1 | Rufino Gama       | 7    | 22       | 0.32           | 2016–2022          |
| 2 | Murilo de Almeida | 6    | 7        | 0.86           | 2012–2014          |
| 3 | João Pedro        | 5    | 18       | 0.28           | 2018–              |
| 4 | Chiquito do Carmo | 4    | 16       | 0.27           | 2010–2016          |
| 4 | Anggisu Barbosa   | 4    | 30       | 0.13           | 2008–2016          |
| 6 | Adélio Guterres   | 3    | 4        | 0.75           | 2006–2007          |
| 6 | Alan Leandro      | 3    | 5        | 0.6            | 2012               |
| 6 | Mouzinho          | 3    | 12       | 0.25           | 2019–              |
| 6 | Emilio da Silva   | 3    | 12       | 0.25           | 2004–2012          |
| 6 | Henrique Cruz     | 3    | 25       | 0.12           | 2015–2018          |
| 6 | Adelino Trindade  | 3    | 27       | 0.11           | 2010–2018          |